# 古宮古墳 (大分市)
古宮古墳（ふるみやこふん）は、大分県大分市三芳（みよし）にある古墳。形状は方墳。国の史跡に指定されている。

## 概要
大分県中部、大分市街地の南西部の、住吉川上流の毘沙門川による小谷の北側丘陵の南斜面において、丘陵を半円形に掘りくぼめて築造された古墳である。前面に川を臨み、背後には山を背負っており、風水思想の影響を示唆する立地である。数次の発掘調査が実施されている。
墳形は方形で、南北約12.5メートル・東西約12メートルを測る。墳丘は礫混じり砂質土と粘質土の互層によって構築されるが、版築・護石等は認められていない。埋葬施設は横口式石槨（石棺式石室）で、南東方向に開口する。横口式石槨は畿内で古墳時代終末期に流行するが、九州では本古墳が唯一の例になるとして注目される。古くから開口するため副葬品は詳らかでなく、発掘調査では須恵器片が出土したのみである。
築造時期は、古墳時代終末期の7世紀中葉-後半頃と推定される。被葬者は明らかでないが、当時としては高級官人の墓に相当し、大分川流域における古代氏族の大分氏（おおきだうじ、大分君）一族、特に壬申の乱の功臣である大分君恵尺（おおきだのきみ えさか、675年死去）に比定する説が有力視される。畿内型の終末期古墳としては九州で唯一の例であるとともに、被葬者をほぼ特定しうる全国でも数少ない古墳の1つとして重要視される古墳になる。
古墳域は1983年（昭和58年）に国の史跡に指定された。現在では史跡公園として整備されているが、石槨内への立ち入りは制限されている。

## 遺跡歴
- 1925年（大正14年）、報告[1]。
- 1979年（昭和54年）、住宅団地造成予定地の分布調査で再注目（大分市教育委員会）[1]。
- 1980-1981年（昭和55-56年）、発掘調査（大分市教育委員会、1982年に報告）[1]。
- 1983年（昭和58年）5月11日、国の史跡に指定[4]。
- 史跡整備に伴う発掘調査（大分市教育委員会、1993年に概要報告・1996年に本報告）。
- 1996年（平成8年）3月、保存整備事業完了。

## 埋葬施設

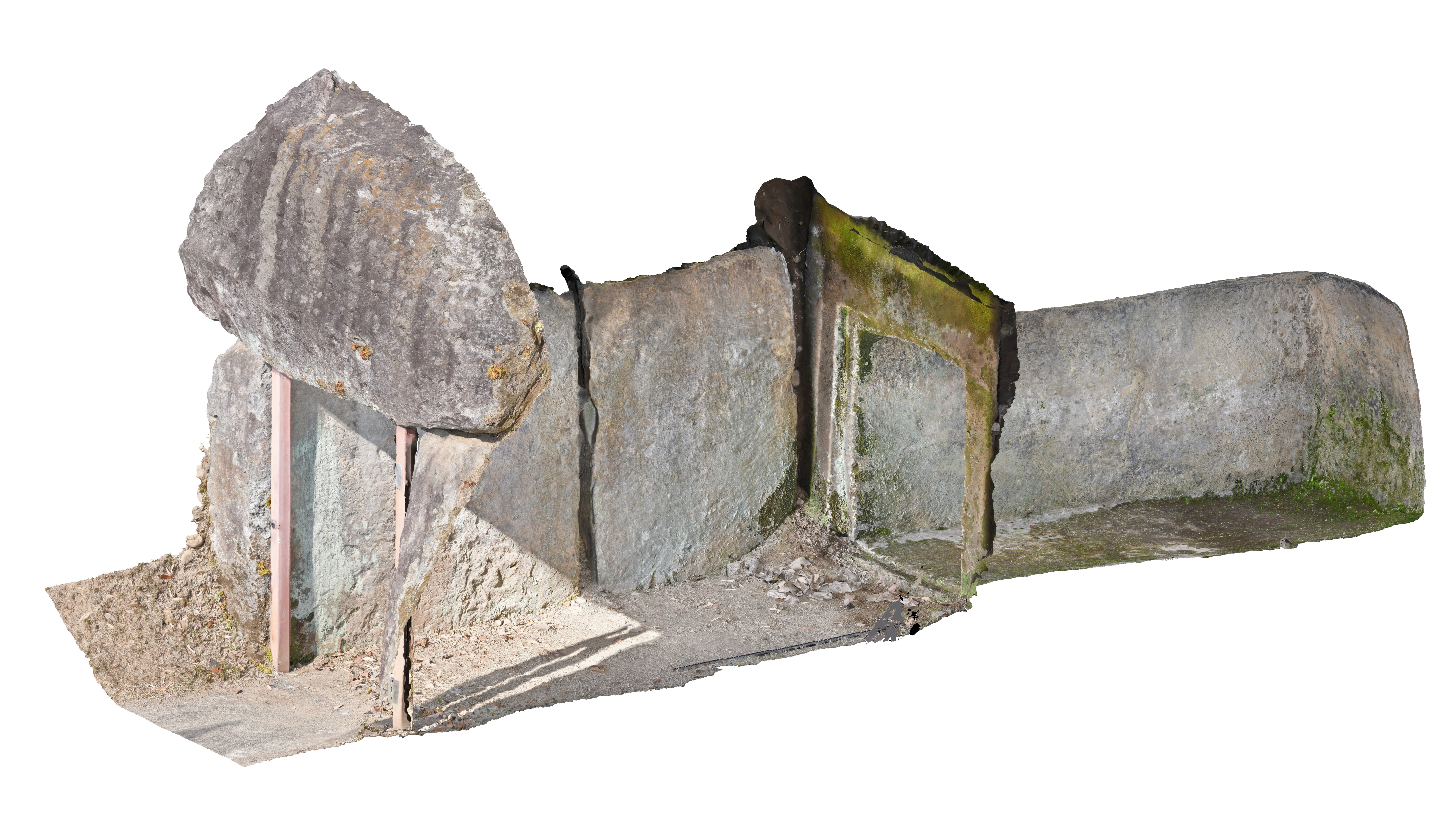
石槨俯瞰図

石槨展開図

埋葬施設としては横口式石槨（石棺式石室）が構築されており、南東方向に開口する。凝灰岩の直方体を刳り抜いた石槨部に、凝灰岩の切石を組み合わせた羨道が接続する構造である。石槨の規模は次の通り。
- 石槨部：長さ2.16メートル、幅0.81メートル、高さ0.88メートル
- 羨道：長さ2.7メートル、幅1.1メートル、高さ1.2メートル

石槨部は、長さ2.50メートル・幅1.65メートル・高さ1.77メートルの凝灰岩の直方体を刳り抜くことによる。壁面には鑿状工具による工具痕が残り、天井はわずかに蒲鉾状を呈し、前面には閉塞石を嵌める幅4センチメートルの仕口を施す。羨道は両側壁2枚・天井石1枚からなる。天井石には、側壁石に組み込むための加工を施す。
副葬品は詳らかでなく、発掘調査では須恵器片（坏蓋1・高坏脚1）と中世の土師質土器のみが出土している。

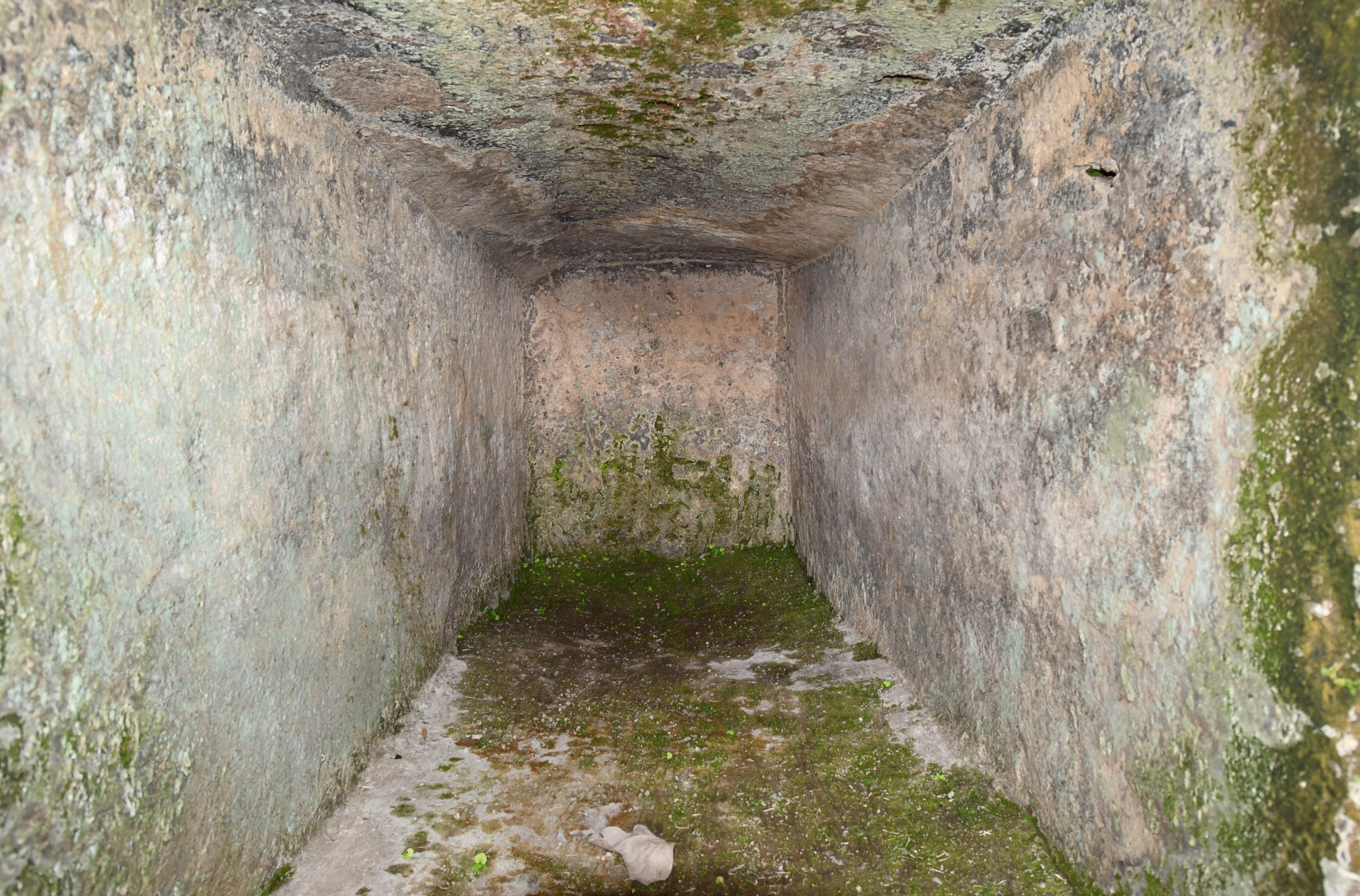
石槨部（奥壁方向）
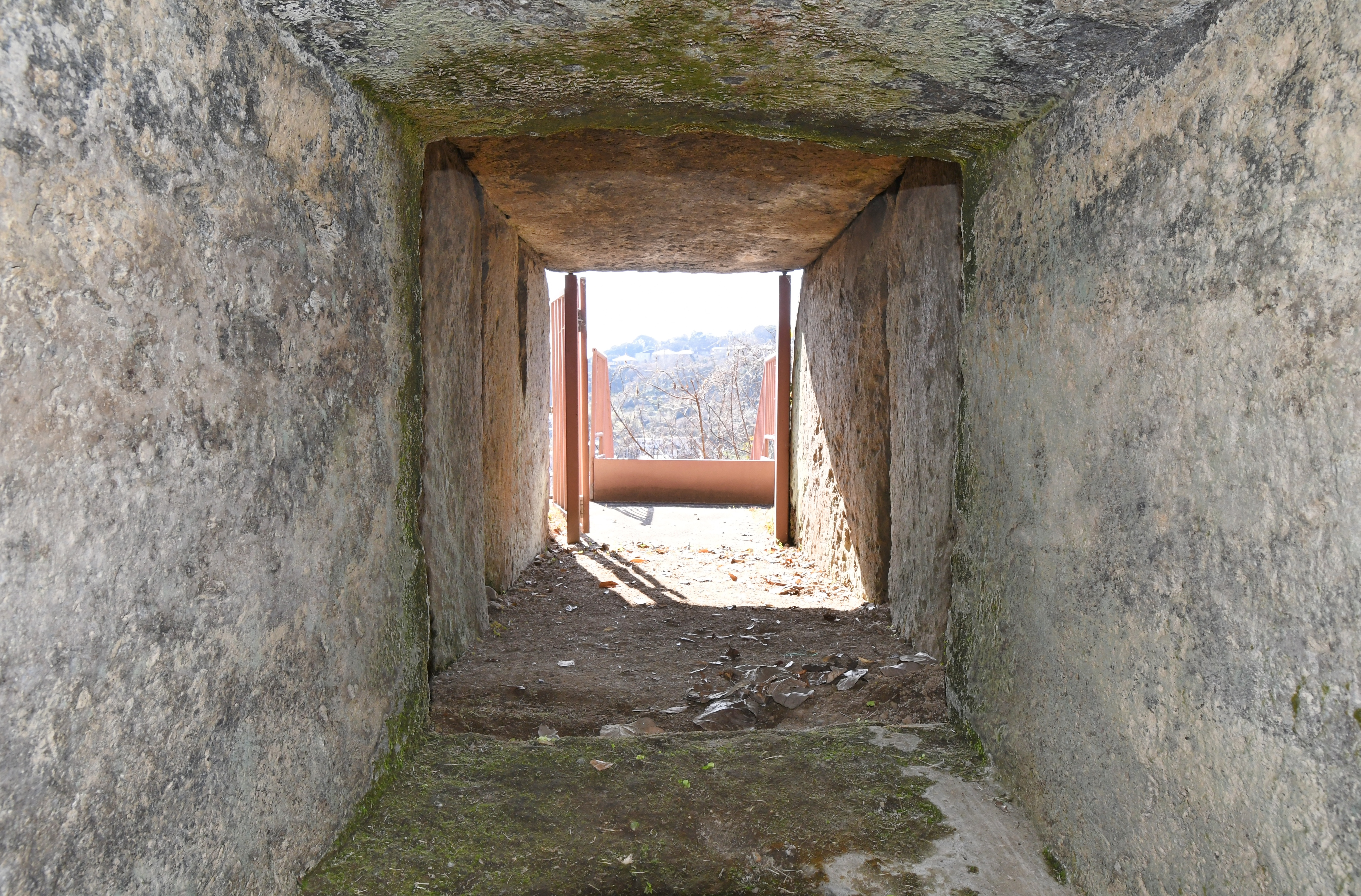
石槨部（開口部方向）
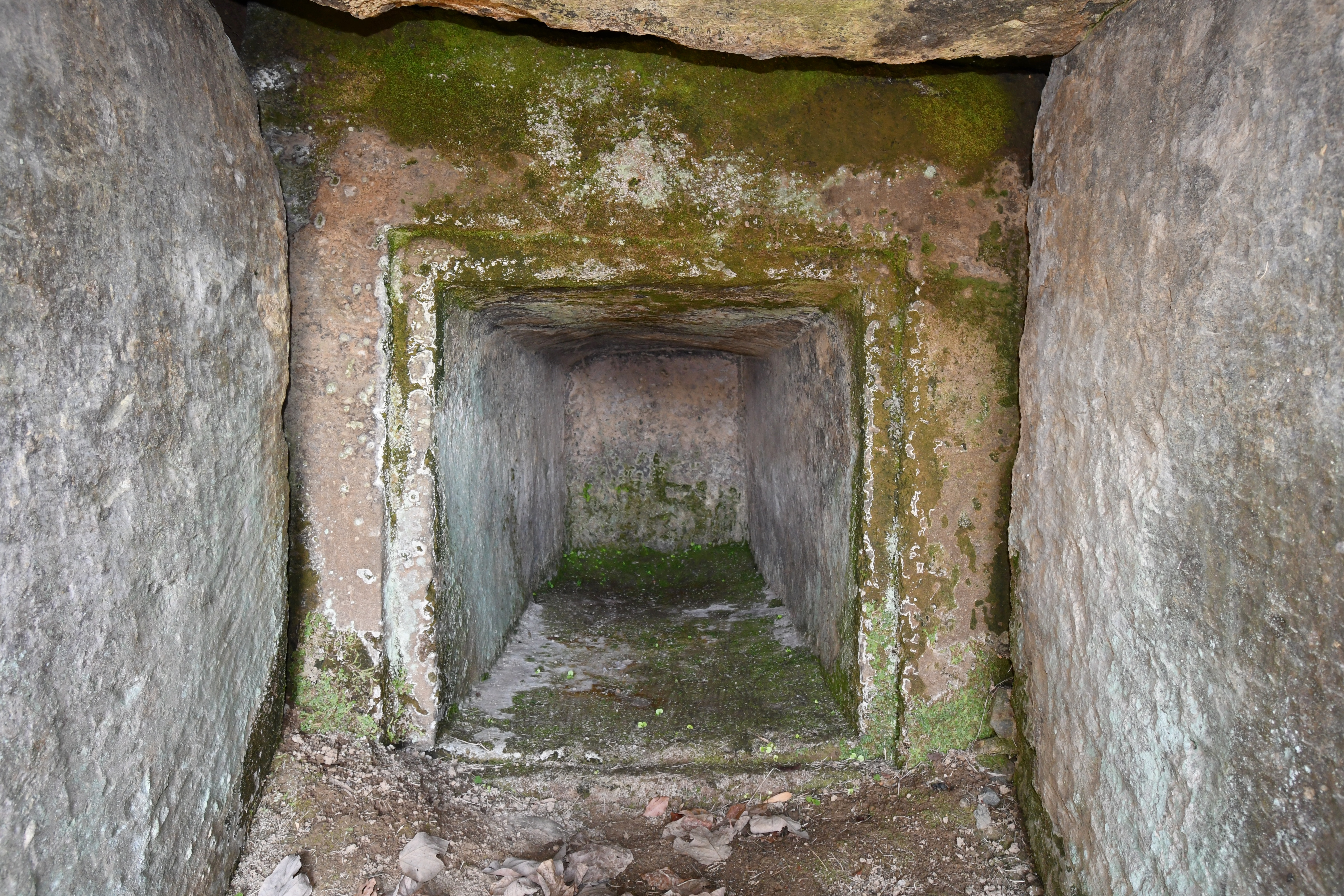
石槨部前面（奥壁方向）
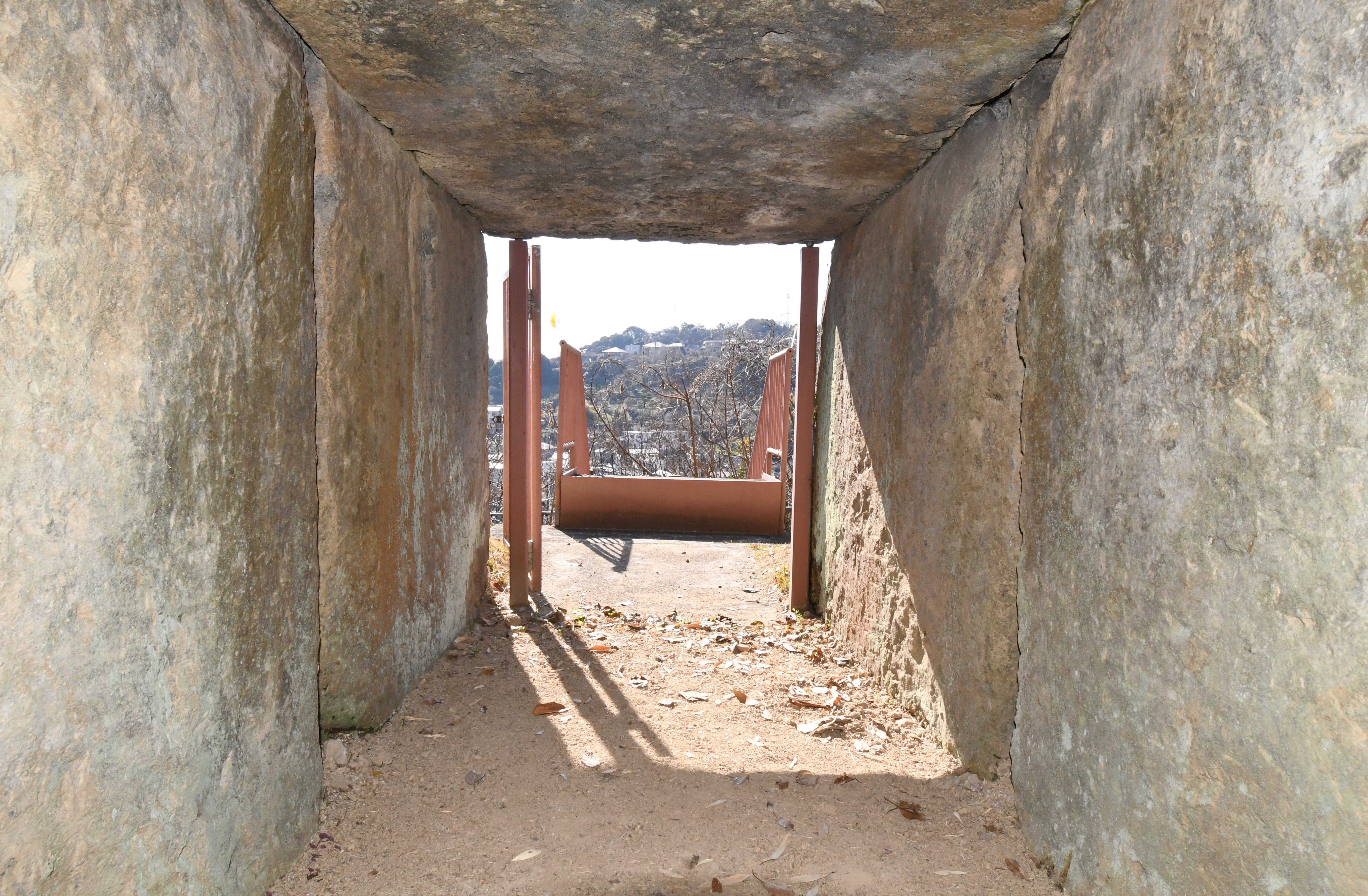
羨道（開口部方向）
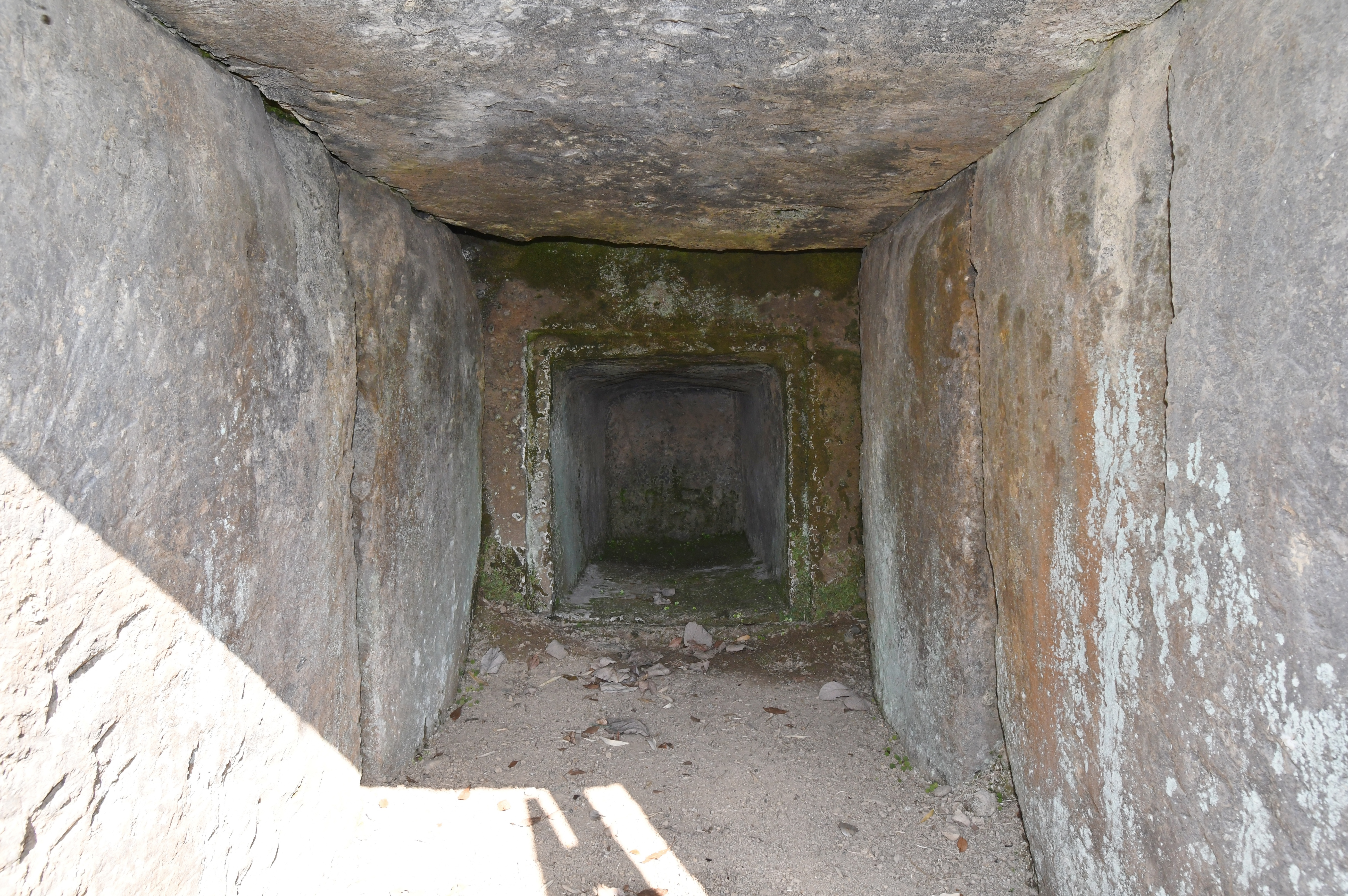
羨道（石槨部方向）
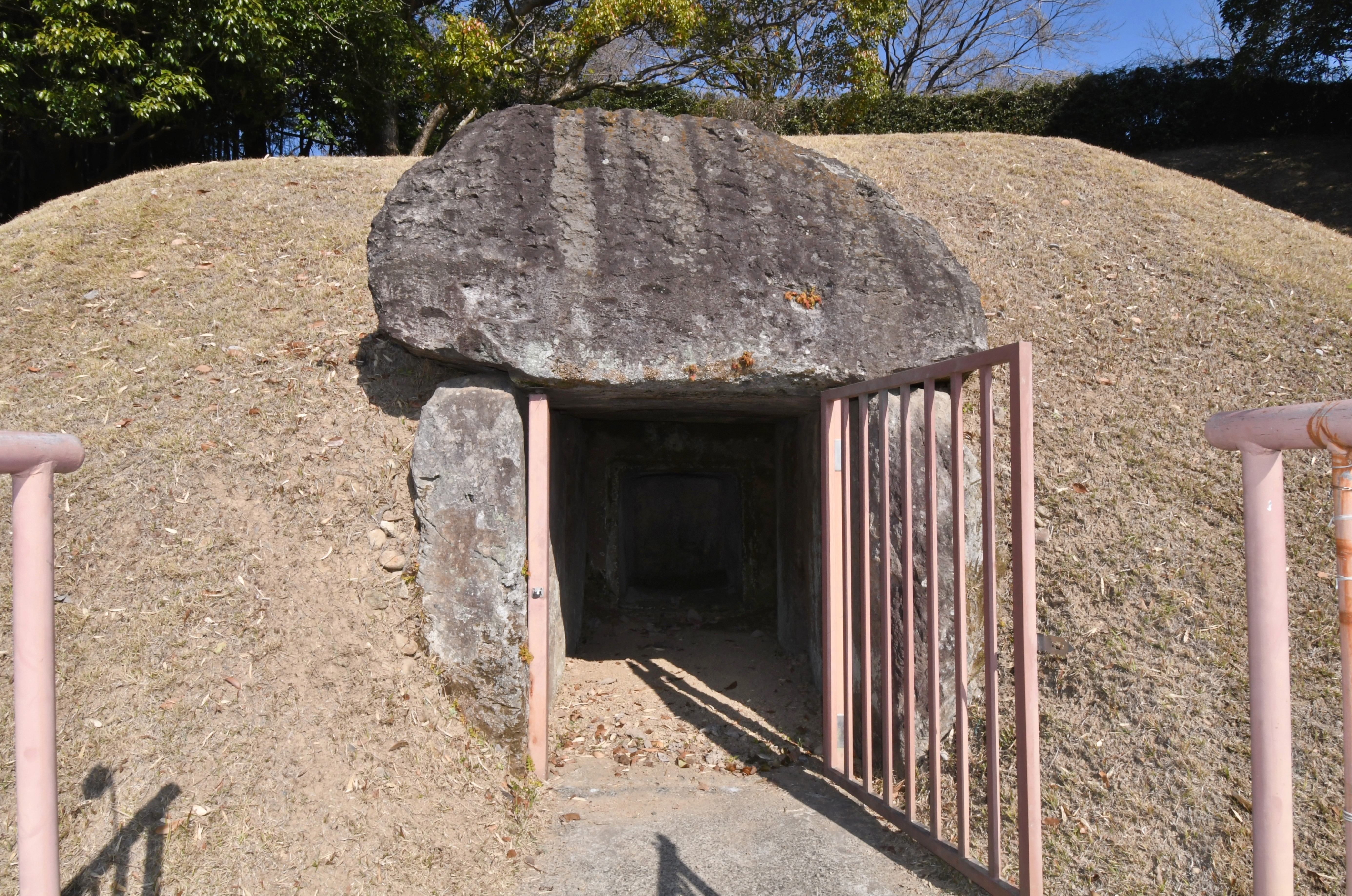
開口部

## 被葬者
古宮古墳の実際の被葬者は明らかでないが、大分君恵尺（おおきだのきみ えさか）に比定する説が有力視される。大分君恵尺は、大分川流域における古代氏族の大分氏（おおきだうじ、大分君）一族であり、同族の大分君稚臣（わかみ、稚見）とともに壬申の乱における大海人皇子（天武天皇）側の将で、皇子の舎人を務めたとみられる人物である。『日本書紀』によれば、恵尺は、天武天皇元年（672年）6月24日に大海人皇子の命によって黄書造大伴・逢臣志摩とともに駅鈴を乞うために飛鳥古京の高坂王のもとに派遣されたのち、近江へ赴き、6月26日には大津皇子に従い近江を脱出して大海人皇子の軍と伊勢で参会したと見え、天武天皇4年（675年）6月に死去し外小紫位（従三位相当）の冠位に叙せられている。また稚臣は、天武天皇元年6月26日に大津皇子に恵尺らとともに従って大海人皇子の軍と伊勢で参会したのち、村国連男依軍に従って不破から近江へ転戦し、7月22日には瀬田の戦いで先鋒として大友皇子軍に切り込み破ったと見え、天武天皇8年（679年）3月に死去し外小錦上（正五位相当）の冠位に叙せられている。
古宮古墳において具体的な被葬者を示す遺物は出土していないが、九州では唯一となる典型的な畿内型の終末期古墳であり、畿内中央政権との強い結びつきを示唆する。須恵器の年代観によれば大化の薄葬令（646年）以後の築造と推定され、律令制下における高級官人の墓と位置づけられる。薄葬令では夫王以上、上臣、下臣、大仁・小仁、大礼以下小智以上、庶民の各クラスの墓の規模が定められ、古宮古墳の墳丘規模は上臣クラスにあたる。大分君恵尺・稚臣は当地出身で歴史書にも記述される豪族であるため、古宮古墳の被葬者の蓋然性が高いとされ、特に恵尺の冠位は上臣、稚臣の冠位は大仁に相当するため、恵尺の墓とする説が有力視される。

## 文化財

### 国の史跡
- 古宮古墳 - 1983年（昭和58年）5月11日指定[4]。

## 関連施設
- 大分市歴史博物館（大分市国分）

## 関連文献
（記事執筆に使用していない関連文献）
- 『古宮古墳』大分市教育委員会〈大分市文化財調査報告第4集〉、1982年。 - リンクは奈良文化財研究所「全国文化財総覧」。
- 『国指定史跡 古宮古墳 -史跡整備に伴う発掘調査概報-』大分市教育委員会、1993年。
- 『国指定史跡古宮古墳保存修理事業報告書』大分市教育委員会、1996年。 - リンクは奈良文化財研究所「全国文化財総覧」。